# گیلکروکس
گیلکروکس (به انگلیسی: Gilcrux) یک روستا و محله مدنی در بریتانیا است که در الیردال واقع شده‌است. گیلکروکس ۲۹۹ نفر جمعیت دارد.